# Walter Findeisen (Schriftsteller)
Guido Walter Findeisen (* 7. Dezember 1903 in Wünschendorf; † 18. September 1986 in Lengefeld) war ein Heimatschriftsteller und Mundartdichter des Erzgebirges sowie Verleger.

## Leben
Findeisen war das zehnte Kind eines Brettschneiders und Holzdrechslers. Er erlernte den Beruf eines Buchdruckers in Lengefeld. Autodidaktisch eignete er sich Kenntnisse auf dem Gebiet der Heimatliteratur an und verfasste mehrere eigene Erzählungen und Theaterstücke, die zunächst im Pöhlbergverlag und im Verlag Graser in Annaberg sowie nach Kriegsende in dem ihm gehörenden Heimat-Verlag Lengefeld i. E. erschienen sind. Überregionale Bekanntheit erlangte er durch die Herausgabe des Erzgebirgischen Heimat-Kalenders in den Jahren 1929 bis 1942 sowie nach dem Zweiten Weltkrieg mit humorvollen Publikationen.

## Werke
- Herausgeber des Erzgebirgischen Heimat-Kalenders, 14 Jahrgänge, 1929–1942
- Licht in Kleebach
- Frauen am Kreuz
- Der Schnitzer-Fried
- Die Dreher-Annel vom Lautenbachtal. Erzählung aus einem stillen Erzgebirgstal, Pöhlberg-Verlag, Annaberg um 1928
- Drei Tog vür dr Fohneweih. Erzgebirgischer Schwank in 1 Aufzug, Annaberg 1932 (= Erzgebirgisches Volkstheater, 40)
- Mein graues Buch. Erlebnisse u. Erkenntnisse hinter Stacheldraht, Lengefeld i. E. 1946
- Wenzels Katz. Ein lustiges Stück aus dem Erzgebirge, Lengefeld i. E. 1950/1953
- Liebelei im Arzgebirg. Lustige Erzgebirgs-Erlebnisse um Liebe und Jugendzeit., Lengefeld i. E. 1948/1953
- Lockendes Frührot. Erzählungen aus Wald und Flur, Lengefeld i. E. 1953
- Kantor Schönherr (Theaterstück)
- Bornwald-Liese (Theaterstück), 1926